# Avonichthys
Avonichthys è un genere estinto di pesce osseo appartenente agli attinotterigi vissuto nel Tournaisiano (Mississippiano), descritto a partire da un cranio parziale ritrovato nella Formazione Horton Bluff di Blue Beach (Nuova Scozia, Canada). L'unica specie nota è Avonichthys mansfieldi.

## Descrizione
Il cranio mostra una combinazione inusuale di caratteri considerati primitivi per gli attinotterigi. Presenta un solco spiracolare aperto, una caratteristica tipica dei pesci ossei devoniani ma assente nelle forme mississippiane più derivate. Le aorte dorsali laterali passano attraverso solchi paralleli e separati nella regione ventrale dell’otoccipitale, posteriori all’articolazione del primo infrafaringobranchiale. È inoltre presente un complesso intertemporale–supratemporale, altra caratteristica che lo accomuna ai gruppi devoniani. Questi tratti indicano che Avonichthys occupa una posizione filogenetica all'interno dello stem group degli attinotterigi, al di fuori del crown group, vicino a taxa devoniani come Moythomasia e Mimipiscis.

## Scoperta e classificazione
Il genere è stato descritto per la prima volta nel 2018 da Jason Anderson, Conrad Wilson e Jason Pardo, basandosi su un cranio parziale comprendente elementi diagnostici della scatola cranica posteriore. Il nome generico Avonichthys deriva dal fiume Avon vicino al sito del ritrovamento e dal greco antico ἰχθύς (ichthys, "pesce").
L'analisi filogenetica condotta da Wilson e colleghi colloca Avonichthys tra i più basali attinotterigi noti dopo l’estinzione di fine Devoniano. Questo suggerisce che varie linee filogenetiche di attinotterigi basali sopravvissero oltre il limite Devoniano–Carbonifero, contrariamente all’ipotesi di un’estinzione totale dei taxa primitivi in questo gruppo.

## Paleoecologia
Il ritrovamento nella Formazione Horton Bluff, che ha restituito una fauna ricca di tetrapodi, dipnoi e altri vertebrati del Carbonifero inferiore, indica che Avonichthys faceva parte di una comunità che viveva in ambienti acquatici costieri e fluviali. La presenza di un’elevata diversità di vertebrati nel Tournaisiano suggerisce un turnover più graduale tra le faune devoniane e quelle carbonifere, piuttosto che un repentino cambiamento faunistico.

## Significato paleontologico
Il genere riveste un ruolo importante nello studio dell’evoluzione degli attinotterigi perché fornisce prove contro l’ipotesi di un collasso completo delle linee arcaiche durante l’estinzione di fine Devoniano. La combinazione di caratteri primitivi e la sua posizione filogenetica suggeriscono che la diversificazione del crown group degli attinotterigi possa essere iniziata già nel primo Carbonifero, durante una fase di recupero successiva all’evento di estinzione.